# Droga wojewódzka nr 393
Droga wojewódzka nr 393 (DW393) – droga wojewódzka w województwie dolnośląskim, powiecie lubańskim o dł. 12 km. Łączy Lubań z Leśną.

## Miejscowości leżące przy DW393
- Lubań
- Kościelnik
- Kościelniki Dolne
- Kościelniki Średnie
- Kościelniki Górne
- Leśna